# Río (Láncara)
Río (llamada oficialmente San Martiño de Río) es una parroquia y una aldea española del municipio de Láncara, en la provincia de Lugo, Galicia.

## Organización territorial
La parroquia está formada por seis entidades de población:

### Entidades de población
Entidades de población que forman parte de la parroquia:
- Airexe (A Eirexe)
- Reboleira (A Reboleira)
- Río
- San Martiño
- Viládiga

### Despoblado
Despoblado que forma parte de la parroquia:
- Tourelle

## Demografía

### Parroquia
| Gráfica de evolución demográfica de Río (parroquia) entre 2000 y 2024 |
|                                                                       |
| Datos según el nomenclátor publicado por el INE.                      |

### Aldea
| Gráfica de evolución demográfica de Río (aldea) entre 2000 y 2020 |
|                                                                   |
| Datos según el nomenclátor publicado por el INE.                  |